# Stephanophyllia fungulus
Espèce
Statut CITES
Stephanophyllia fungulus est une espèce de coraux appartenant à la famille des Micrabaciidae.